# سال قمری
سال قمری (سال هجری قمری)، دورهٔ دوازده ماهانه تقویم قمری اسلامی به کار رفته‌است، که شمارش آن از سال نو اسلامی در سال ۶۲۲ میلادی آغاز می‌شود. در طی آن سال، پیامبر اسلام و یارانش از مکه به یثرب (مدینه امروزی) مهاجرت کردند. این رویداد که به عنوان هجرت شناخته می‌شود، به دلیل اهمیتش در ایجاد اولین جامعه مسلمانان (امت اسلامی) در اسلام گرامی داشته شده‌است.

## ماه‌ها
سال قمری بر مبنای گردش ماه دور زمین تنظیم شده‌است و از دوازده ماه و ۳۵۴ یا ۳۵۵ روز تشکیل شده‌است. ماه‌های قمری ۲۹ یا ۳۰ روز دارند و آغاز هر ماه با رؤیت هلال ماه شروع می‌شود. این ماه‌ها عبارتند از:
- محرم
- صفر
- ربیع الاول
- ربیع الثانی
- جمادی الاول
- جمادی الثانی
- رجب
- شعبان
- رمضان
- شوال
- ذیقعده
- ذیحجه

## کاربرد تقویم قمری در اسلام
در دین اسلام و نیز به عنوان روزشمار استفاده می‌شود. از جمله زمان روزه، حج و ماه‌های حرام بر مبنای روزشمار قمری تنظیم می‌شود؛ لذا استهلال در اسلام عملی مهم و مستحب محسوب می‌شود.

## کاربرد تقویم قمری نزد مسلمانان
مسلمانان از گاه‌شماری هجری قمری استفاده می‌کنند.